# Mariano Valle
Mariano Valle (San Salvador de Jujuy, ca. 1860 - ibïd., 1919) fue un político argentino que ejerció como gobernador de la Provincia de Jujuy en dos ocasiones; la primera entre 1901 y 1904, y la segunda entre 1916 y 1917.

## Biografía
Era un comerciante jujeño, que fue diputado provincial por el Departamento de Humahuaca en 1888 y cinco años después por la Capital. En 1895 fue nombrado intendente de policía de la provincia, reorganizando la institución.

### Primer gobierno
Fue elegido gobernador en el año 1901, asumiendo el mando provincial el día primero de mayo, junto al vicegobernador Pedro Bertrés y su ministro Teófilo Sánches de Bustamante, que posteriormente sería reemplazado por Octavio Iturbe.
Durante su mandato se esforzó por mantenerse apartado de la influencia del senador Domingo T. Pérez, que manejaba la política local desde la Capital Federal. El senador Cástulo Aparicio se enemistó a su vez con Pérez, formando un partido aparte. Al finalizar el mandato de Valle, Aparicio se presentó como candidato a las elecciones, pero fue derrotado por el candidato de Pérez, Manuel Bertrés.
El hecho histórico más notable del gobierno de Valle fue la construcción del Ferrocarril hacia Bolivia, no por la Quebrada del Toro como pretendía la provincia de Salta, sino por la Quebrada de Humahuaca. Este proyecto, impulsado por los senadores Pérez y Aparicio, pasaba por las poblaciones de Tumbaya, Tilcara, Humahuaca, Abra Pampa y La Quiaca, además de otras localidades menores y algunas que se crearon alrededor de las estaciones.
Simultáneamente se dio inicio a la obra del ferrocarril del llamado "Ramal", el cual, partiendo de Perico, se dirigió hacia San Pedro y Ledesma; de allí seguiría su camino, primeramente a Orán y luego, por Tartagal, al límite con Bolivia.
Ambos proyectos fueron aprobados por la ley 4.064, sancionada el 20 de enero de 1902, y los trabajos empezaron simultáneamente el día 6 de enero del año siguiente, dirigidos por el ingeniero jujeño Miguel Iturbe. La pequeña localidad de Iturbe, ubicada en el extremo norte de la Quebrada, recuerda a este ingeniero.
Valle, apremiado por los mismos problemas financieros que habían aquejado a su antecesor, Sergio Alvarado, ordenó la emisión de papel moneda de circulación provincial, con el nombre de "obligaciones de tesorería".
El gobernador Valle tuvo un importante papel en la fundación de la actual ciudad de Libertador General San Martín (Jujuy).
Terminado su período de gobierno, Valle fue designado Presidente del Consejo Provincial de Educación y, poco después, diputado provincial, cargo que ejercería ininterrumpidamente hasta 1911. Ese año renunció —era presidente de la Legislatura— para asumir como Intendente de Policía. En ese puesto modernizó la institución, creando el Cuerpo de Bomberos, la Comisaría de Investigaciones y un "Gabinete de Identificación de Personas", que se guiaba principalmente por las huellas dactilares, con el método inventado por Juan Vucetich.
Posteriormente, a partir de septiembre de 1913, fue Ministro de Hacienda del gobernador Pedro J. Pérez.

### Segundo gobierno
En mayo de 1916 renunció a su cargo de ministro para lanzar su candidatura a la gobernación por el "Partido Provincial", de tendencia conservadora. Logró la victoria en las elecciones celebradas el día 20 de julio y asumió el mando provincial el día 6 de septiembre, acompañado por los ministros Daniel Ovejero y Benjamín Zalazar Altamira. En esta segunda oportunidad, por haberse reformado la constitución en ese sentido, no hubo vicegobernador.
A fines de ese mismo año llegó a la presidencia el radical Hipólito Yrigoyen, que consideraba su deber desarmar la maquinaria política creada por el conservadurismo en base al fraude electoral y el desplazamiento de las mayorías de las urnas. Valle había logrado la victoria por medio de la Ley Sáenz Peña, pero no podía esperar que el radicalismo lo dejara en paz. En efecto, a partir de la victoria en las elecciones legislativas de marzo de 1917, éstos ocuparon ocho de las diez bancas de la Legislatura, e inmediatamente se dedicaron a sancionar leyes de reforma social y económica, que fueron desconocidas por el gobernador, que respondió llamando a elecciones en algunos municipios ignorando las normas electorales sancionadas por la Legislatura.
La Legislatura inició juicio político a dos de los tres miembros del Superior Tribunal de Justicia, y en el mes de julio lo hizo también con el gobernador. Al día siguiente, Valle y sus ministros clausuraron la Cámara y desconocieron todos sus actos; de inmediato solicitó al gobierno nacional la intervención federal del Poder Legislativo.
El decreto de intervención federal fue promulgado el día 7 de diciembre, pero no solo alcanzaba a la Legislatura, sino también al Ejecutivo y al Tribunal Superior. El 23 de diciembre, Valle entregó el poder al interventor federal Justo P. Luna. En las siguientes elecciones triunfarían los radicales, que no serían desplazados del poder hasta el golpe de Estado de 1930.
Valle falleció el 12 de junio de 1919.